# Ñeclito
Ñeclito es un personaje de historieta creado por Themo Lobos para la revista "Barrabases", quien se inspiró en sí mismo, pues era flaquito cuando joven.
Ñeclito es un joven debilucho que se empeña en practicar deportes, pero no puede levantar los guantes de boxeo cuando los tiene puestos; cuando intentar patear una pelota, no puede ni moverla, tropezándose y si respira, se intoxica y sus pulmones colapsan. En las carreras, no puede usar zapatos con clavos porque lo dejan pegado al suelo; con el viento en contra, éste lo envía de vuelta al punto de partida; y con el viento a favor, llega primero, pero no puede cortar la cinta de la meta.
Su nombre se debe al chilenismo Ñeclo que significa enclenque o débil
Sus peripecias son similares a las de Cicleto, Máximo Chambónez y Cucufato, todos del mismo autor.
- Datos: Q6174583